# Храм Покрова Пресвятой Богородицы (Самарканд)
Храм Покрова Божьей Матери — действующий православный храм Ташкентской и Узбекистанской епархии Среднеазиатского митрополичьего округа Русской православной церкви, расположенный в городе Самарканде. Узбекистан. Освящён в честь праздника Покрова Пресвятой Богородицы

## История
Храм построен в 1903 году и при постройке его именовали «Храмом в память Вознесения Господня».
Тогда у храма был престольный праздник — день Вознесения Господня.
Походный (при полку) храм был учрежден в 1910 году. Он размещался в одном из казарменных зданий бывшего 5-го Туркестанского стрелкового полка, расположенных в русской части города Самарканда, недалеко от русского православного кладбища, основанного в 1900 году.
В 1912 году он именовался «Храмом 2-й Туркестанской стрелковой бригады». Вмещал до 300 человек, имел богатую церковную утварь и иконостас (не сохранился). По штату при храме положен один священник.
В 1930 году храм, как и многие храмы Узбекистана, был закрыт. В начале 1998 году его восстановили и назвали «Храм Покрова Пресвятой Богородицы», в честь Покрова Пресвятой Богородицы.
Здание храмы построено из жжёного кирпича. Имеет огромную колокольню. Храм имеет мольный зал с иконостасом и хоровые помещения. Особенностью храма является световая мансарда.
На сегодняшний день в храме совершает богослужение священник Роман Загребельный.

## Фото

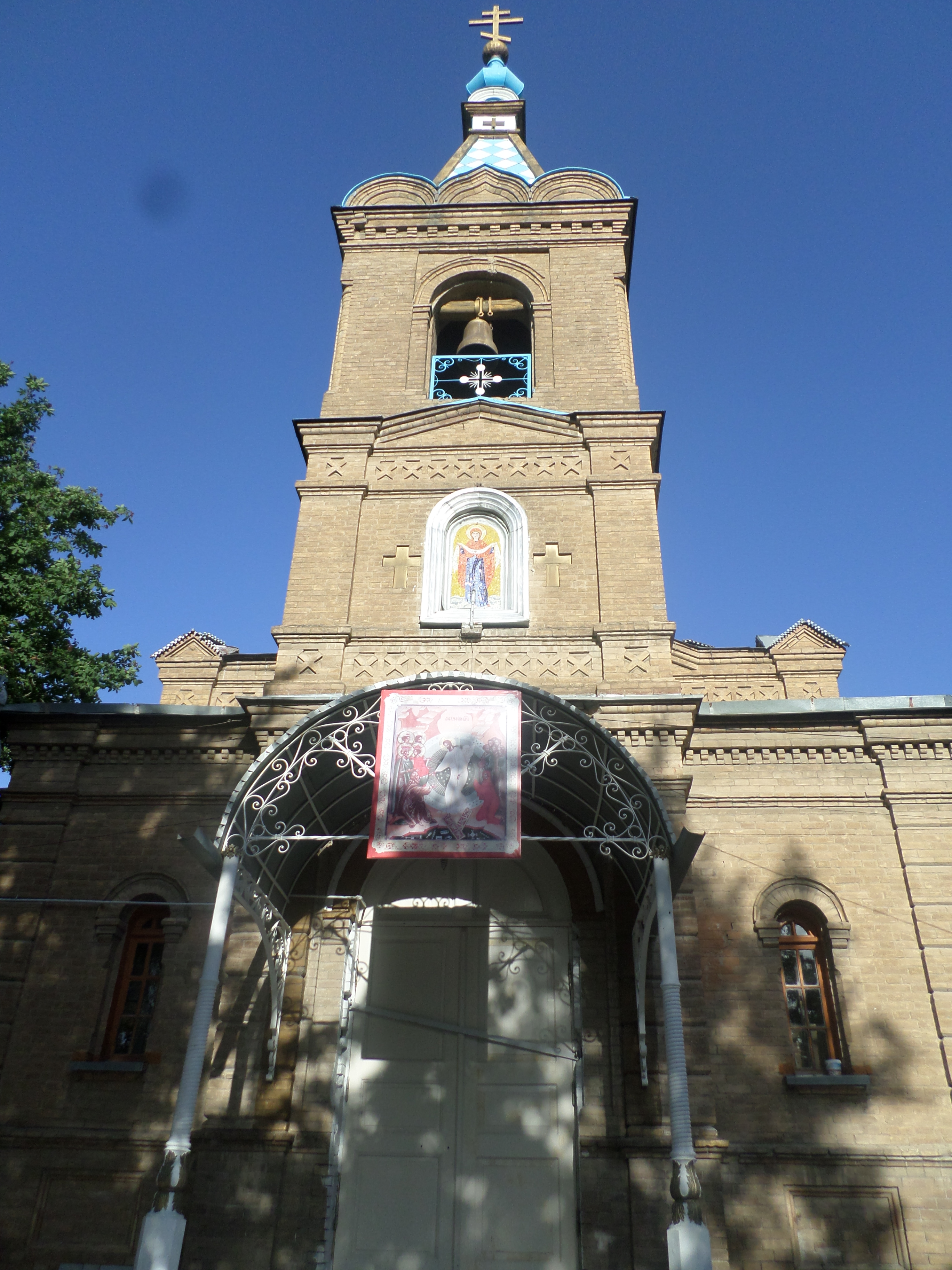
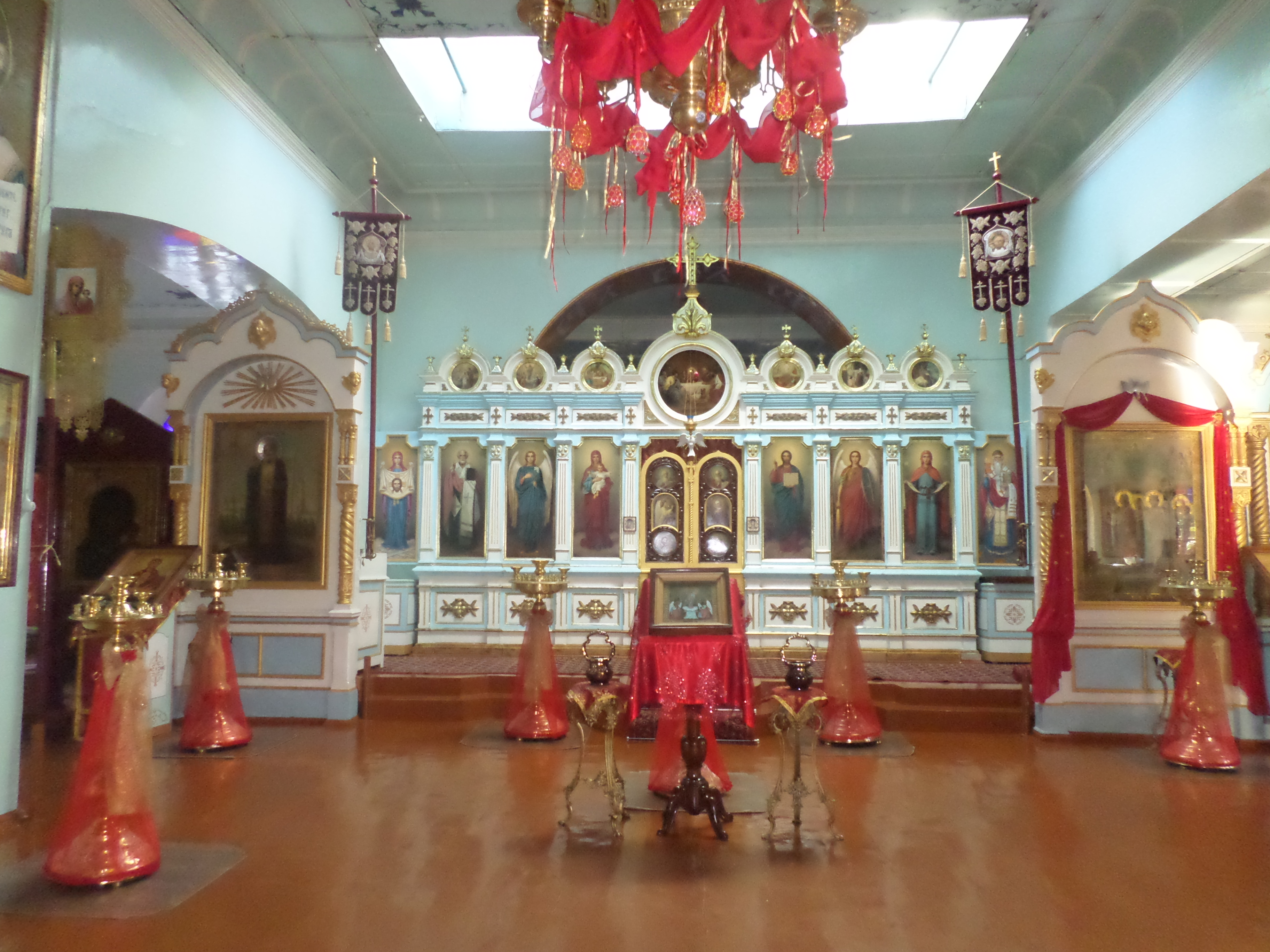
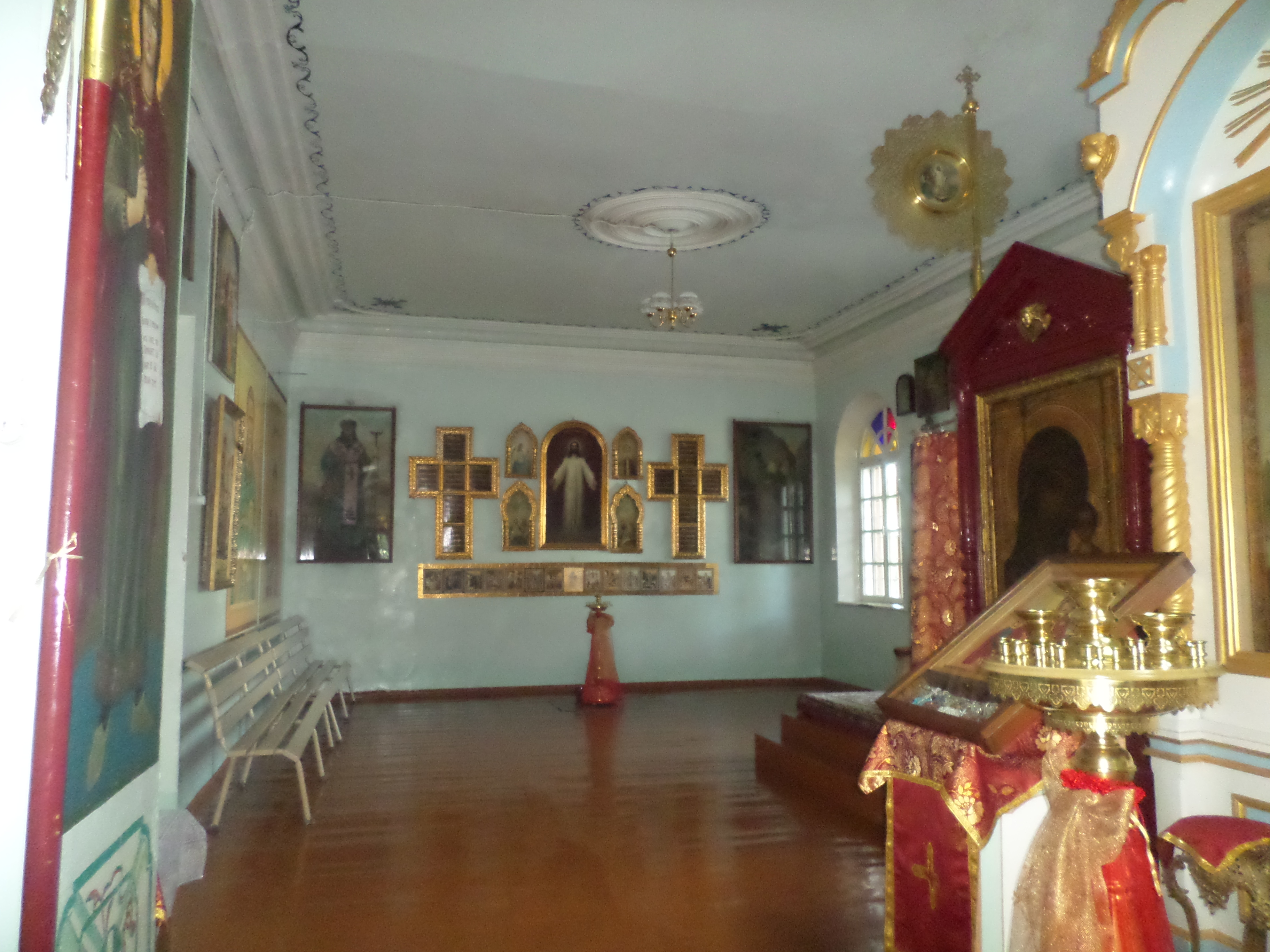

## Информация
Престольный праздник: 14 октября.